# 672. pehotni polk (Wehrmacht)
Za druge 672. polke glejte 672. polk.
672. pehotni polk (izvirno nemško Infanterie-Regiment 672) je bil eden izmed pehotnih polkov v sestavi redne nemške kopenske vojske med drugo svetovno vojno.

## Zgodovina
Polk je bil ustanovljen 6. marca 1942 kot polk 19. vala na področju Angoulêmeja preko AOK 1 iz osebja 313., 688. in 690. pehotnega polka ter dodeljen 376. pehotni diviziji.
15. oktobra 1942 je bil polk preimenovan v 672. grenadirski polk.